# هاتون پاستو
هاتون پاستو (به اسپانیایی: Hatun Pastu) یک کوه در پرو است که در Peru, Puno Region, Lampa Province واقع شده‌است. هاتون پاستو ۵٬۱۷۰ متر بالاتر از سطح دریا واقع شده‌است.